# Тиё-ни
Тиё Фукуда (яп. 千代尼; 1703, Mattō, Исикава — 2 октября 1775, Mattō, Исикава), Тиё из Кага (Кага-но Тиё) — японская поэтесса, наиболее известная из женщин-хайдзинов.

## Биография
О жизни Тиё известно немного. Считается, что она родилась в провинции Кага (ныне префектура Исикава), в отрочестве прислуживала местному учителю хайку и уже в 16-17 лет сочиняла сама и пользовалась достаточно широкой известностью. В 1753 г. Тиё стала монахиней (Тиё-ни значит монахиня Тиё) и провела остаток жизни в монастырях.
Тиё была прямой продолжательницей Басё, ученицей его учеников. Её хайку отличаются простотой и эмоциональной свежестью. В России наибольшую популярность получило хайку «Вьюнок»:
За ночь вьюнок обвился
Вкруг бадьи моего колодца…
У соседа воды возьму!
Некоторые хайку Тиё передают своеобразие женского взгляда на мир:
Я и забыла,
Что накрашены губы мои…
Чистый источник!
Одно из знаменитейших хайку этой поэтессы было написано на смерть маленького сына:
О, мой ловец стрекоз!
Куда в неведомую даль
Ты нынче забежал?
(Переводы Веры Марковой)